# Attentato di strada Neve Shaanan
L'attentato di strada Neve Sha'anan fu un duplice attentato suicida palestinese avvenuto il 17 luglio 2002 nella strada Neve Sha'anan a Tel Aviv, in Israele. 5 persone furono uccise nell'attentato e circa 40 ferite. La Jihad islamica palestinese rivendicò la responsabilità per l'attacco.

## L'attentato
Il 17 luglio 2002 alle 22:10, 2 attentatori suicidi palestinesi, che indossavano cinture esplosive contenenti circa 33 libbre di esplosivo, si fecero esplodere, a 20 metri di distanza, in via Neve Sha'anan a Tel Aviv, vicino alla vecchia stazione centrale degli autobus di Tel Aviv. Gli esplosivi nascosti sui corpi degli attentatori suicidi contenevano una grande quantità di schegge e chiodi, per massimizzare i danni. Tre persone furono uccise lì immediatamente dalla forza delle esplosioni e 40 persone rimasero ferite. Altre due persone morirono per le ferite riportate pochi giorni dopo l'attacco.

### Vittime
- Adrian Andres, 30 anni, rumeno;[4]
- Xu Hengyong, 25 anni, di Tel Aviv;[5]
- Boris Shamis, 25 anni, di Tel Aviv;[6]
- Li Bin, 33 anni, cinese;[7]
- Dmitri Pundikov, 33 anni, di Bat Yam.[8]

## Conseguenze
La Jihad islamica palestinese rivendico la responsabilità per il doppio attacco.
Nazioni Unite, Stati Uniti e Autorità Palestinese condannarono l'attentato, mentre il portavoce dell'allora primo ministro israeliano Ariel Sharon dichiarò che "l'Autorità Palestinese continua a non fare nulla per fermare gli attacchi omicidi lanciati dal suo territorio".